# Gununo
Gununo (parfois appelée Gununo Hamus, ou Gunino, en wolaitta : Gununo, en amharique : ጉኑኖ) est une ville et un woreda du sud de l'Éthiopie. Située dans la zone Wolayita, cette ville fait partie de la région des nations, nationalités et peuples du Sud jusqu'au transfert de la zone dans la région Éthiopie du Sud en août 2023.
Gununo se trouve 18 km au nord-ouest de Sodo vers 2 000 m d'altitude.
Elle compte 6 124 habitants au recensement national de 2007 en tant que chef-lieu de Damot Sore.
Ayant obtenu depuis le statut de woreda, elle forme désormais un district urbain d'environ 4,66 km2 de superficie.